# Eurycotis pluto
Eurycotis pluto är en kackerlacksart som beskrevs av Morgan Hebard 1920. Eurycotis pluto ingår i släktet Eurycotis och familjen storkackerlackor.
Artens utbredningsområde är Panama. Inga underarter finns listade i Catalogue of Life.